# Championnat de Guinée-Bissau féminin de football
Le championnat du Guinée-Bissau féminin de football ou Campeonato Nacional est une compétition de football féminin en Guinée-Bissau.

## Palmarès
| Saison | Champion                                   |
| ------ | ------------------------------------------ |
| 2003   | Darling                                    |
| 2004   | Sporting Clube de Bissau                   |
| 2005   | Sporting Clube de Bissau                   |
| 2006   | Pas de compétition                         |
| 2007   | Pas de compétition                         |
| 2008   | Pas de compétition                         |
| 2009   | Clube de Futebol "Os Balantas"             |
| 2010   | Mavegro FC                                 |
| 2011   | FC Canchungo                               |
| 2012   | Mavegro FC                                 |
| 2013   | Mavegro FC                                 |
| 2014   | Mavegro FC                                 |
| 2015   | Mavegro FC                                 |
| 2016   | Mavegro FC                                 |
| 2017   | Mavegro FC                                 |
| 2018   | Mavegro FC                                 |
| 2019   | Sport Bissau e Benfica                     |
| 2020   | Compétition abandonnée                     |
| 2021   | Sport Bissau e Benfica                     |
| 2022   | Fidjus di Bideras - Ténis Clube de Bissau  |
| 2023   | Academia Sociedade Desportiva Guiné-Bissau |